# Socket P
Socket Pは、モバイル向けCore 2のCPUソケットを改版したものである。Santa Rosaプラットフォームの一部として、MeromやPenrynと合わせて2007年5月9日に発売された。

## 仕様
Socket Pは800MT/sまたは1066MT/sのFSBであり、消費電力を抑えるために400MT/sに「動的に」切り替えることが出来る。Socket Pは478ピンであるが、Socket MやSocket 478とピン互換性は無い。Socket Pは、478ピンMicro FCPGAやμFCPGA-478とも呼ばれ、インテルではPPGA（Plastic PGA）と称している。

## 採用製品
CPU
- Intel
  - Core
    - Merom 世代
    - Penryn 世代

チップセット
- Intel
  - 965/975 Chipset
  - 4 Series
- NVIDIA
  - GeForce 8200M G, 9100M G, 9400M G, 320M
- VIA
  - VN896